# Obelisco (biología)
Un obelisco es una clase de elemento genético móvil presente en procariotas, descubierto en 2024 por Ivan N. Zheludev y sus colaboradores de las universidades de Stanford (California, EEUU), Valencia (España) y Toronto (Canadá). Los obeliscos se identificaron en la microbiota del tracto gastrointestinal humano, a partir de datos transcriptómicos. El grupo comparte las siguientes características: un genoma de ácido ribonucleico (ARN) circular de solo unos 1000 nucleótidos, una estructura secundaria tipo varilla/obelisco y marcos abiertos de lectura que codifican para una nueva superfamilia de proteínas denominadas «oblinas». Las dos proteínas descritas se han denominado oblina 1 y oblina 2.
Los obeliscos no son viroides. Aunque ambos tipos de agentes tienen un pequeño genoma de ARN circular o la capacidad de codificar ribozimas de tipo cabeza de martillo, los obeliscos son distintos porque contienen genes que codifican proteínas, algo que los viroides no hacen, lo que los sitúa en una categoría «intermedia» entre viroides y virus.
Un estudio metatranscriptómico ha encontrado muchos ARN obeliscos en los océanos, lo que sugiere que son un elemento genético móvil abundante en los procariotas y que estos agentes están muy extendidos.

## Biología
Los viroides requieren las ARN polimerasas eucariotas para su replicación, lo que da como resultado los genomas más pequeños que se conocen (~350 nucleótidos). Estos genomas mínimos que afectan a eucariotas como plantas y hongos, definen los límites biológicos para la transferencia de material genético. A pesar de la ausencia de capacidad para codificar proteínas, sus particulares genomas circulares y la presencia de ribozimas o ARNs catalíticos de tipo cabeza de martillo, los han convertido en interesantes curiosidades biológicas de origen incierto. Aunque los obeliscos comparten varias de las características de los viroides, difieren no solo en el mayor tamaño de sus genomas o la capacidad de codificar proteínas, sino también en utilizar como hospedadores a organismos procariotas.
Las características de los obeliscos incluyen ARN circular de aproximadamente 1000 nt. de extensión con motivos de ribozimas de cabeza de martillo de tipo III, plegadas en una estructura secundaria de ARN tipo varilla, lo que recuerda la forma del monumento egipcio obelisco. Su relación actual con otros organismos es desconocida, por lo que presenta una incertae sedis taxonómica.

## Descubrimiento

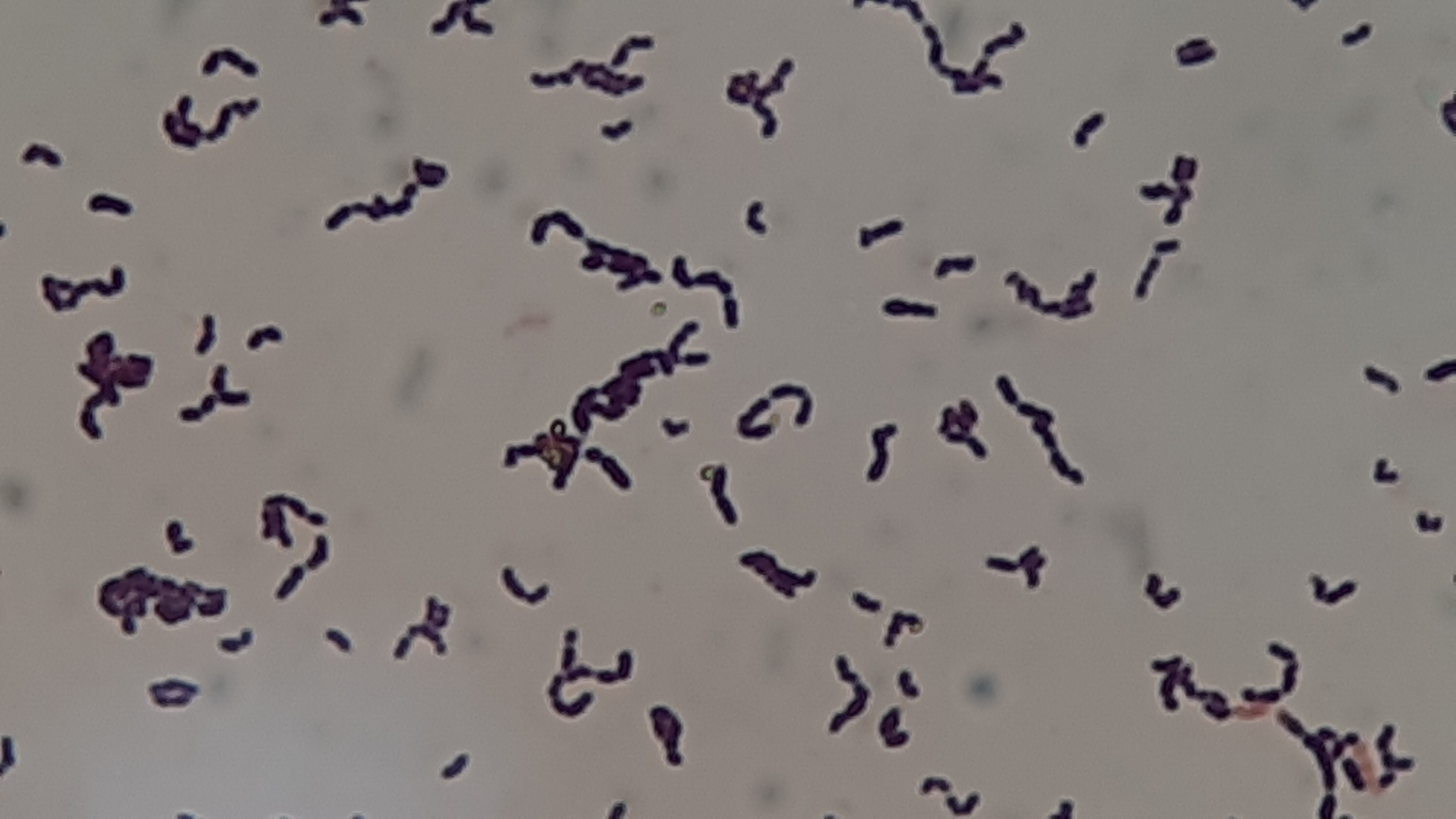
Tinción de Gram de Streptococcus sanguinis, con un aumento de X4000.

Los obeliscos fueron descubiertos inicialmente en datos metatranscriptómicos de muestras de heces humanas. Análisis bioinformáticos posteriores permitieron su descubrimiento en bacterias (Streptococcus sanguinis) que colonizan la boca de los seres humanos. Su reciente identificación y su tamaño pequeño ha dificultado considerarlos como una forma de vida estándar. Inicialmente, la búsqueda en bases de datos de viroides de ARN circular condujo a su identificación, y se han encontrado en el 10 por ciento de muestras fecales de personas de todos los continentes.

## Patología
Hasta el momento se desconocen las implicaciones biológicas sobre la salud humana.